# Felice Bauer
Felice Bauer (n. 18 noiembrie 1887, Prudnik, Voievodatul Opole, Polonia – d. 15 octombrie 1960, Rye⁠(d), New York, SUA) a fost o logodnică a lui Franz Kafka, ale cărui scrisori către ea au fost publicate în volumul Scrisori către Felice.

## Primii ani
Felice Bauer s-a născut în orașul Neustadt din Silezia Superioară (azi Prudnik), într-o familie de evrei. Tatăl ei, Carl Bauer (c. 1850-1914), era un agent de asigurări, iar mama ei, Anna, născută Danziger (1849-1930) era fiica unui vopsitor local. Felice a avut patru frați: Else (1883-1952), Ferdinand (poreclit Ferri, 1884-1952), Erna (1885-1978) și Antonie (poreclită Toni, 1892-1918). În 1899 familia s-a mutat la Berlin.
Felice a început să urmeze cursurile unei Handelsschule, o școală profesională în domeniul comerțului, dar a trebuit să renunțe în 1908, pentru că familia ei nu și-a mai putut permite să plătească școlarizarea. Începând din 1909 ea a lucrat ca stenografă la casa de discuri Odeon din Berlin. Un an mai târziu, ea s-a mutat la compania Carl Lindström, producătoare de gramofoane și de „parlographe”, care erau pe atunci cele mai avansate dictafoane. După o scurtă perioadă de timp a fost promovată. A lucrat în marketing și a reprezentat compania la târgurile comerciale. În aprilie 1915 a început să lucreze la Technische Werkstätte Berlin. Ea a contribuit în mod substanțial la veniturile familiei.

## Kafka
Felice l-a întâlnit pe Franz Kafka la Praga, pe 13 august 1912, când l-a vizitat pe prietenul lui, Max Brod, și pe soția acestuia. Sophie, sora lui Brod, se căsătorise cu o verișoară a Felicei; Felice se afla la Praga pe drumul către Budapesta unde urma să o viziteze pe sora ei, Else. La o săptămână după întâlnire, pe 20 august, Kafka a notat în jurnalul lui:
„Domnișoara FB. Când am ajuns în casa lui Brod pe 13 august, ea stătea la masă. Nu eram deloc curios cine era, ci mai degrabă am luat-o imediat ca atare. O față osoasă, inexpresivă, care își purta inexpresivitatea în mod deschis. Gât gol. O bluză aruncată pe ea. Arăta foarte casnic în rochia ei, deși, așa cum s-a dovedit, nu era așa în nici un caz. (Mă distanțez puțin de ea pentru a o studia mai atent ...) Nas aproape spart. Păr blond, oarecum drept, neatractiv, bărbie puternică. În timp ce mă așezam, am privit-o îndeaproape pentru prima dată, când m-am așezat aveam deja o părere de nezdruncinat.”
Imediat după întâlnire, el a început să-i trimită aproape zilnic scrisori, exprimându-și dezamăgirea dacă ea nu-i răspundea la fel de frecvent. El i-a dedicat povestirea „Das Urteil” („Verdictul”), pe care a scris-o în noaptea de 22 septembrie 1912. Ei s-au întâlnit din nou cu ocazia sărbătorilor de Paște din anul 1913 și el a cerut-o în căsătorie într-o scrisoare de la sfârșitul lunii iulie a acelui an. Logodna a avut loc în duminica de Rusalii a anului 1914, în prezența părinților lui Kafka și a surorii lui, Ottla, dar a fost ruptă câteva săptămâni mai târziu, în august 1914.
După o comunicare dificilă, desfășurată mai ales prin scrisori, și petrecerea împreună a zece zile la Marienbad în iulie 1916, ei s-au logodit pentru a doua oară pe 12 iulie 1917, planificând să se căsătorească cât mai curând și să locuiască împreună la Praga. Odată cu apariția primelor simptome de tuberculoză care au dus mai târziu la moartea sa, Kafka a rupt logodna din nou în decembrie acel an. Ea l-a părăsit pe 27 decembrie 1917.
Felice Bauer a păstrat mai mult de 500 de scrisori pe care i le-a scris Kafka, scrisori care au fost publicate ca Scrisori către Felice; scrisorile ei către el nu s-au păstrat. Elias Canetti și-a intitulat cartea sa biografică alcătuită pe baza scrisorilor Celălalt proces al lui Kafka: Scrisorile către Felice, referindu-se la romanul Procesul, pe care îl descrie ca „un roman în care logodna lui Kafka cu Felice este reimaginată ca misterioasa și amenințătoare arestare a eroului”. Michiko Kakutani notează într-un comentariu pentru The New York Times, „Kafka's Kafkaesque Love Letters” că scrisorile lui Kafka conțin:
„marca ficțiunii sale: aceeași atenție nervoasă acordată detaliilor minore; aceeași conștiință paranoică a deplasării echilibrului; aceeași atmosferă de sufocare emoțională - combinată, destul de surprinzător, cu momente de înfăcărare și desfătare feciorească.”

## Viața ulterioară
În 1919 s-a căsătorit cu Moritz Marasse (1873-1950), un partener la o bancă privată din Berlin. Au avut doi copii, Heinz (1920-2012) și Ursula (1921-1966). Odată cu ascensiunea politică a naziștilor după alegerile din 1930, familia s-a mutat în Elveția, suferind pierderi financiare. Ei s-au stabilit acolo în 1931 și s-au mutat apoi în Statele Unite ale Americii în anul 1936. Ea a deținut acolo un magazin ce comercializa tricotaje realizate de ea și de sora ei, Else. Soțul ei a murit în 1950. Având probleme financiare din cauza unei boli, ea a vândut scrisorile primite de la Kafka către editorul Salman Schocken în 1955. Ea a murit la Rye, New York.
Muzicianul Adam Green este o strănepotul ei.
În piesa muzicală Felice to Franz (1992), artista Claudia Stevens o prezintă pe Felice răspunzând la scrisorile lui Kafka. Textul piesei recreează scrisorile pe care Felice i le-ar fi scris lui Franz.
În piesa radiofonică de la BBC din 2011 Kafka the Musical, scrisă de Murray Gold, personajul Felice a fost interpretat de Jessica Raine.
La premiera mondială din 2012 a adaptării teatrale Kafka the Musical (scrisă de Murray Gold și produsă de Theatre Inconnu, în Victoria B.C.) personajul Felice a fost interpretat de Holly Jonson.